# Кільчасті черви
Кільчасті че́рви, аннелі́ди, кільчаки́ (Annelida, від лат. annelus — «кільце») — тип відносно високоорганізованих червів, що складається з близько 15 тисяч видів. Вони мешкають в більшості вологих середовищ, включаючи наземні, прісноводні і морські, містять багато паразитичних та мутуалістичних видів. Мають розміри від менше міліметра до понад 3 метрів (Lamellibrachia).
Целом у них поділений перегородками на сегменти, які представлені як зовнішні кільця (звідки і назва типу), відсутній або спрощений у деяких п'явок і первинних аннелід. Із сегментацією тіла пов'язана метамерія (сегментація) внутрішніх органів — нервової, видільної та кровоносної систем. Завдяки перегородкам, аннеліда при пошкодженні втрачає лише певні сегменти тіла. Висока здатність до регенерації.

## Будова
Тіло кільчастих червів двобічно симетричне, у поперечному розрізі кругле. Воно почленоване на велику кількість сегментів (до 900); зовнішня сегментація збігається з розташуванням поперечних перегородок у середині тіла. У кожному сегменті повторюються певні деталі будови (щетинки, нервові вузли, органи виділення). Розміри варіюють від 1 мм до 3 м. Кільчасті черви — тризародковошарові організми. Шкірно-м'язовий мішок у них розвинений краще, ніж у плоских і круглих червів. Він складається з одного шару епітелію та двох шарів м'язів: кільцевих та поздовжніх. Завдяки кільцевим м'язам тіло подовжується і стає тоншим, завдяки поздовжнім — укорочується і потовщується. У рухах беруть участь і допоміжні придатки — щетинки, які розташовані поодиноко або пучками правильними поздовжніми рядами. Характерною особливістю типу є наявність вторинної порожнини тіла. Від первинної порожнини тіла вона відрізняється тим, що має власні стінки, вистелені особливим епітелієм, який відділяє порожнину тіла від оточуючих тканин та органів.
Травна система: кільчастих червів складається з ротової порожнини, глотки, стравоходу і кишечника, який закінчується анальним отвором. У дощових черв'яків є воло (розширення стравоходу). Перетравлювання їжі відбувається в кишечнику.
Кровоносна система:У зв'язку з ускладненням будови та збільшенням активності у кільчастих червів уперше з'являється кровоносна система замкненого типу, тобто кров не виливається в порожнину тіла. Кровоносна система забезпечує транспортування поживних речовин і газів та здійснює захист.
Дихальна система: дихання здійснюється через усю поверхню шкіри, багату на кровоносні судини. Спеціальні органи дихання — зябра (вирости шкіри) — мають тільки деякі морські кільчасті черви.
Видільна система: представлена парними трубочками (метанефридіями) в кожному сегменті тіла.
Нервова система: у кільчастих червів — вузлового типу, але складніша, ніж у плоских та круглих червів. Вона представлена навкологлотковим кільцем, черевним нервовим ланцюжком та нервами, що відходять до різних органів. У кільчастих червів добре розвинені органи чуттів. У багатьох є очі; органи слуху побудовані за принципом локаторів; наявні також смакові рецептори та нюхові клітини.
Розмноження: за способом розмноження кільчасті черви як роздільностатеві, так і гермафродити. Дощові черви — гермафродити, але запліднення у них перехресне. Морські черви — роздільностатеві тварини. Запліднення яєць відбувається у воді. У дощового черв'яка розвиток прямий, а у деяких представників типу (нереїда) зі заплідненого яйця утворюється личинка (розвиток з перетворенням). У всіх представників типу добре виражена регенерація.

## Класифікація
Класифікацію анелід спочатку робили за морфологічними ознаками.
Виділяли такі класи: Малощетинкові черви (олігохети), Багатощетинкові черви (поліхети), П'явки.
Із розвитком філогенетики таку класифікацію було переглянуто, її продовжують уточнювати.

## Значення в природі
Кільчасті черви мають велике значення для кругообігу речовин у природі. Нереїди є основою живлення багатьох промислових риб, крабів, а звичайний трубочник — гарний корм для акваріумних риб та деяких прісноводних риб. Дощові черви відіграють величезну роль у процесах ґрунтоутворення. Вони збагачують ґрунт на перегній та розпушують його, сприяючи проникненню в нього повітря й води. Ще Ч. Дарвін відзначав корисний вплив кільчастих червів на родючість ґрунту. Деякі п'явки завдають великої шкоди рибам, птахам і ссавцям. Медична п'явка використовується для лікування багатьох захворювань та як об'єкт лабораторних експериментів.